# Borovszky Ambrus
Borovszky Ambrus (Érd, 1912. augusztus 1. – Dunaújváros, 1995. október 17.) magyar vasöntő, kohó- és gépipari miniszterhelyettes, a Dunai Vasmű első vezérigazgatója.

## Élete
Apja csehországi származású suszterlegény volt, aki akkoriban Budapesten, az Osztrák-Magyar Monarchia 12. számú közös gyalogezredében szolgált. Alapiskoláit a kispesti Wekerle-telepen végezte, később vasöntőnek tanult. Felettesei hamar felfigyeltek a tehetséges, törekvő fiatalemberre és taníttatták, így hamar a szakma mestere lett. A munkásmozgalomba 1931-ben kapcsolódott be, attól kezdve tagja lett a Vasas Szakszervezetnek.
Öntőmesterként dolgozott 1948 nyaráig, amikor kiemelték és munkáskáderként, minisztériumi főtisztviselői kinevezést kapott. 1949 novemberben kinevezték egy, akkor még csak tervekben létező gyár, a majdani Dunai Vasmű vezérigazgató-helyettesének, s az építkezés első számú helyszíni irányítójának. 1950. június 15-én költözött a dunapentelei fennsíkon épülő első barakkok egyikébe. Amikor elkészült a gyár egyik első létesítményeként az úgynevezett kúpoló kemence, 1951. november 7-én déli 12 órakor ő maga szúrta ki annak csapolónyílását; az eseményen jelen lévők nagy része akkor először látott folyékony vasat.
A következő években elvégezte el a Gazdasági és Műszaki Akadémiát; végzettsége birtokában 1962 és 1964 között a Kohó- és Gépipari Minisztérium miniszterhelyettesi posztját is betöltötte. Visszatérte után egészen nyugdíjazásáig, 1975-ig vezérigazgatóként állt a Dunai Vasmű élén. 1975. december 31-én vonult nyugdíjba, de utána még hosszú éveken át volt a Vasas Szakszervezet elnöke. 1995. október 17-én halt meg, sírja a dunaújvárosi temetőben található.

## Emlékezete

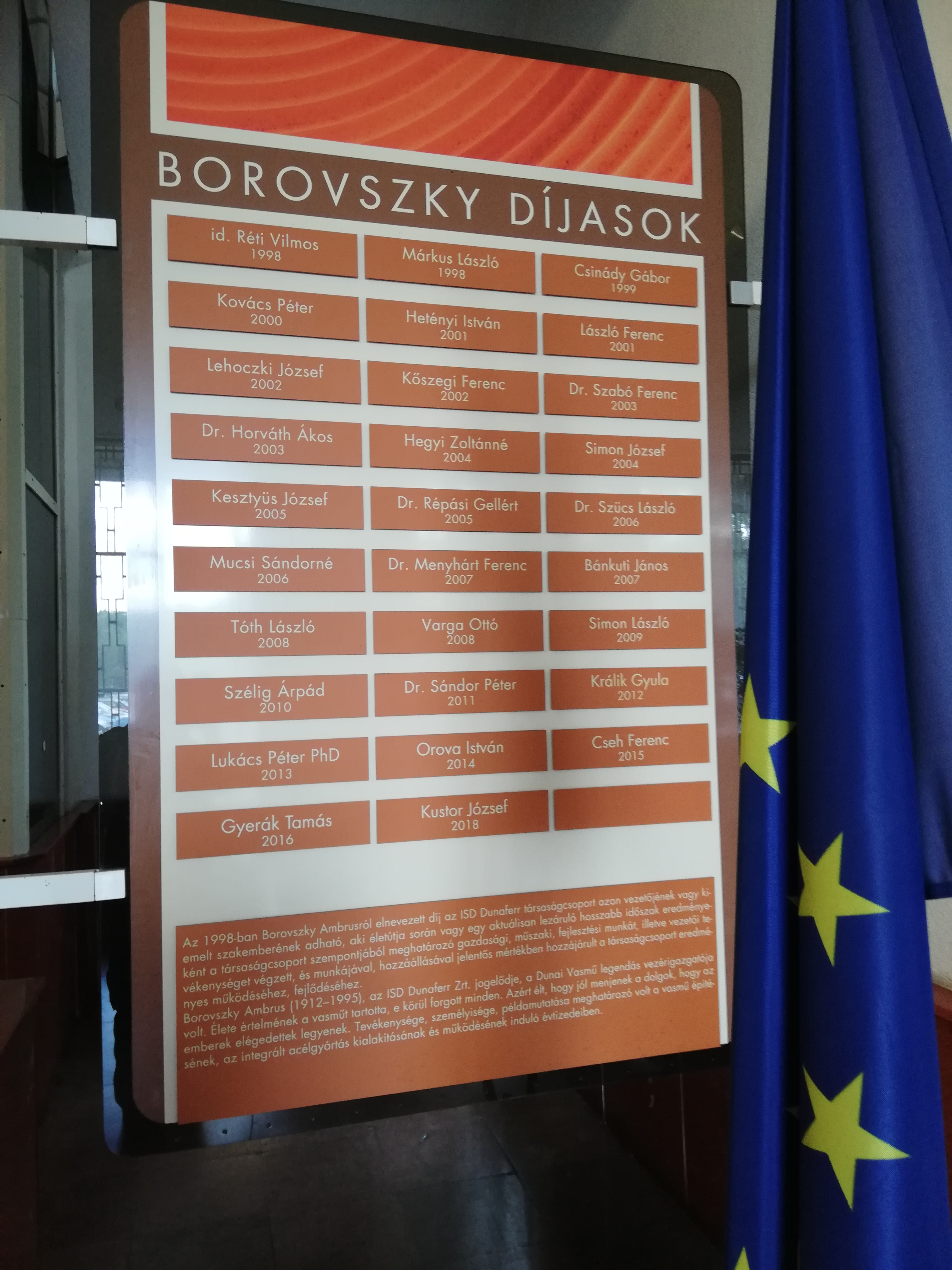
A Borovszky-díjasok tablója a Dunai Vasmű központi irodaépületében

- Bronz portrészobra (Cyránski Mária alkotása, 1999) a Dunaferr Igazgatóság előcsarnokában látható.
- Életrajzát Miskolczi Miklós írta meg, Boró címmel (2010).
- Az ő nevét őrzi a Dunaferr cégcsoport legnagyobb elismerése, az 1998 óta átadott Borovszky-díj.

## Elismerései
- Magyar Népköztársasági Érdemérem (arany, 1950)
- Munka Érdemrend (1953, 1954, 1960)
- Munka Vörös Zászló Érdemrendje (1956, 1975)
- Felszabadulási Jubileumi Emlékérem (1970)
- Munka Érdemrend (arany, 1972)
- Szocialista Magyarországért Érdemrend (1982)
- Állami Díj (1970).

## Főbb művei
- Felépül a Dunai Vasmű. (Szabadság, te szülj nekem rendet! Visszaemlékezések. Összeáll., szerk. Nagy Eta, Petrák Katalin. Bp., 1970).